# Rapinyaire

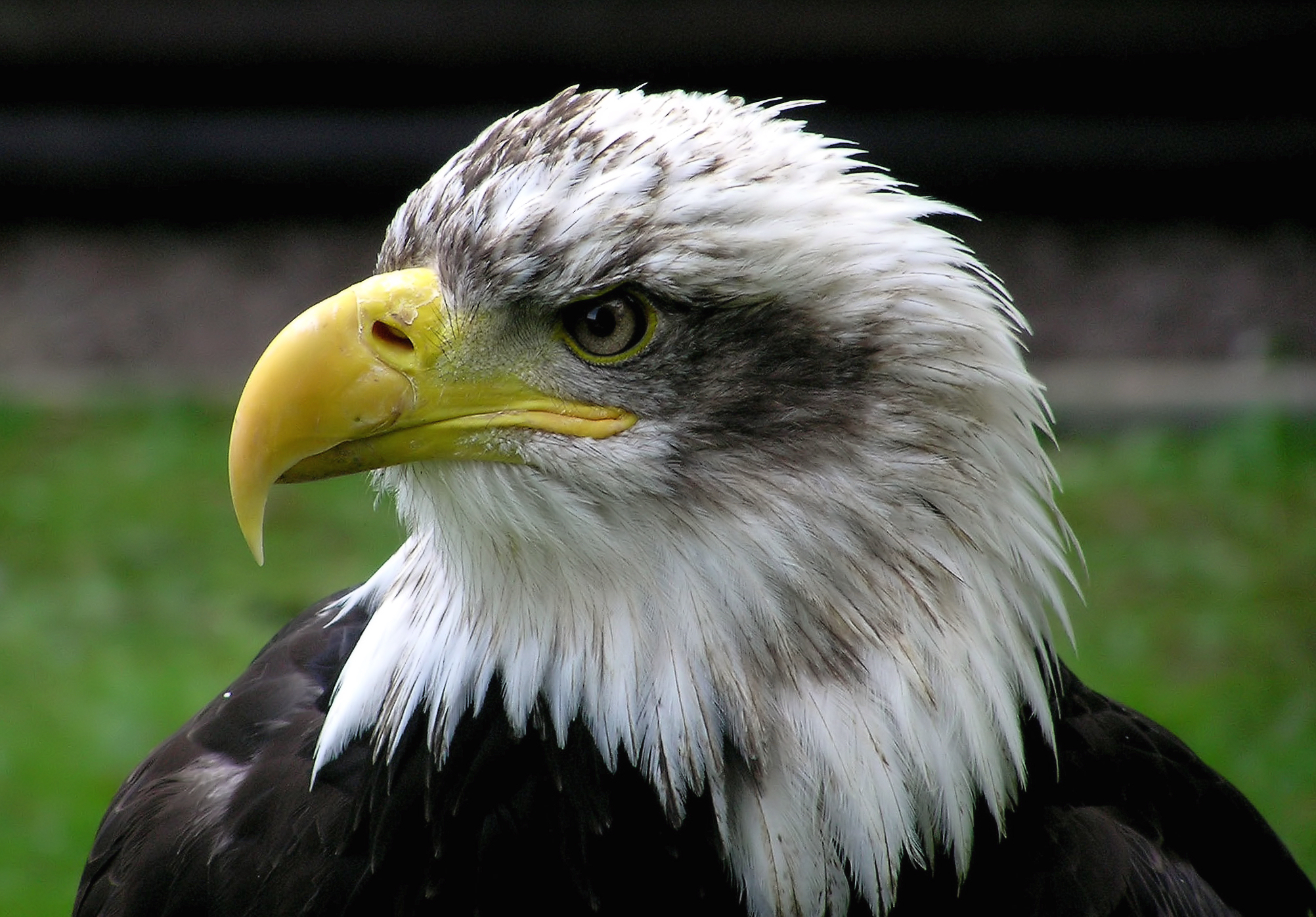
Típic bec ganxut de les rapinyaires d'un pigarg americà (Haliaeetus leucocephalus)

Rapinyaire, ocell rapaç o ocell de rapinya és el nom comú que s'aplica a un tipus d'ocell definit per un estil de vida depredador i unes característiques físiques determinades, marcades per la presència d'un bec fort i ganxut i unes potes prènsils amb fortes urpes.
La paraula rapaç deriva de la llatina rapax ('el que pren per la força'). Una denominació alternativa d'aquestes aus és la d'ocell de presa, que fa referència a la capacitat de fer presa amb les urpes. També s'anomenen ocells carnissers o volatina.
Les característiques descrites defineixen tres ordres d'ocells no gaire pròxims des del punt de vista filogenètic, però amb semblances superficials que són fruit de l'evolució convergent. Aquests tres ordres es classifiquen, popularment, d'acord amb els moments del dia en què desenvolupin la seva activitat en:
- Rapinyaires diürns:
  - Ordre dels falconiformes (Falconiformes)
  - Ordre dels accipitriformes (Accipitriformes).
- Rapinyaires nocturns:
  - Ordre dels estrigiformes (Strigiformes)

Malgrat que aquests són els únics grups que es poden denominar amb propietat rapinyaires, de vegades es fa extensiu a altres ocells d'hàbits depredadors, com ara els botxins.
Hi ha una sèrie d'espècies, principalment de l'ordre dels accipitriformes, que no corresponen al perfil generalment acceptat per a un rapinyaire; així, els hàbits gairebé en exclusiva necròfags de voltors i catàrtids no corresponen a l'au caçadora de la definició. Tampoc l'alimentació principalment vegetariana del voltor de palmerar (Gypohierax angolensis). No obstant això, per extensió, es denominen rapinyaires totes les espècies de tots tres ordres.